# Hildegard Knef
Hildegard Frieda Albertine Knef (Ulm, 28 de desembre de 1925 - Berlín, 1 de febrer de 2002) va ser una actriu alemanya, dobladora, cantant de cançons franceses/ chanson i autora. Mentre que era coneguda com a Hildegard Knef als països de parla alemanya, es va anomenar a si mateixa Hildegarde Neff des del 1948 fins al voltant del 1968 fora dels països de parla alemanya.

## Família
Hildegard Knef va nàixer el 1925, filla del flamenc comerciant de tabac i procurador, Hans Theodor Knef, nascut a Gröhn, i la seua dona Frieda Auguste, nascuda a Ulm. El 1926 va morir el pare de sífilis i la mare es va traslladar amb la seua filla a Berlín, on en aquell moment Hildegard assistia a una escola secundària del districte de Schöneberg, que es trobava al mateix edifici del complex de Rückert School (Lyzeum, hui: Rückert Gymnasium). El 1933 la seua mare es va casar amb el mestre sabater i fabricant de cuir Wilhelm Wulfestieg. Del matrimoni va sorgir un mig germà de Knef, el music de Jazz, Heinz Wulfestieg (1936–1978). Ell va morir en agost de 1978 en circumstàncies desconegudes a  l'edat de 41 anys a Berlín. La seua sobtada mort va aparèixer en 1982 al seu llibre “So nicht”.

### Matrimonis
Hildegard Knef es va casar tres vegades: 
- del 1947 al 1953 va estar casada amb Kurt Hirsch, un nord-americà d'origen alemany-txec-jueu. Va treballar a Hollywood com a agent d'actors, però durant anys no va poder evitar que el contractista de la seua dona donés papers.
- del 1962 al 1976 va estar casada amb l'actor britànic David Cameron, que també va fer una gira per Alemanya amb l'obra “No d'ahir” (Born Yesterday). Ell és el pare de la seua filla Christina Antonia, Gardiner de matrimoni (nascuda el 16 de maig de 1968 a Múnic, anomenada “Tinta”).
- del 1977 fins a la seua mort a l'any 2002, va estar casada amb un noble austrohongarès, Paul Rudolf Freiherr von Schell a Bauschlott (nascut el 28 de novembre de 1940).

### Anys a UFA (Universum Film AG)
Als 15 anys va abandonar l'escola i va començar una formació professional dibuixant en animació als estudis d'UFA a Berlín-Mitte. El 1943, el director de cinema de l'UFA, Wolfgang Liebeneiner, es va fixar en ella i li va donar formació com a actriu. Els seus professors d'art dramàtic van ser Karl Meichsner i després la directora d'actors novells Else Bongers, que va ser la seua mentora i assessora durant tota la seua vida. El 1944 Knef va tindre un embolic amorós amb l'assessor dramaturg del Reich, Ewald von Demandowsky, que també va ser el director de producció de la companyia cinematogràfica Tobis. Abans d'acabar la guerra va aparèixer per primera vegada a les pel·lícules (entre altres  Unter den Brücken el 1944; Fahrt ins Glück el 1945).